# 利萨尔萨
利萨尔萨（西班牙語：Lizarza）是西班牙巴斯克自治区吉普斯夸省的一个市镇。总面积13平方公里，总人口581人（2001年），人口密度45人/平方公里。